# Huneborstelsches Haus

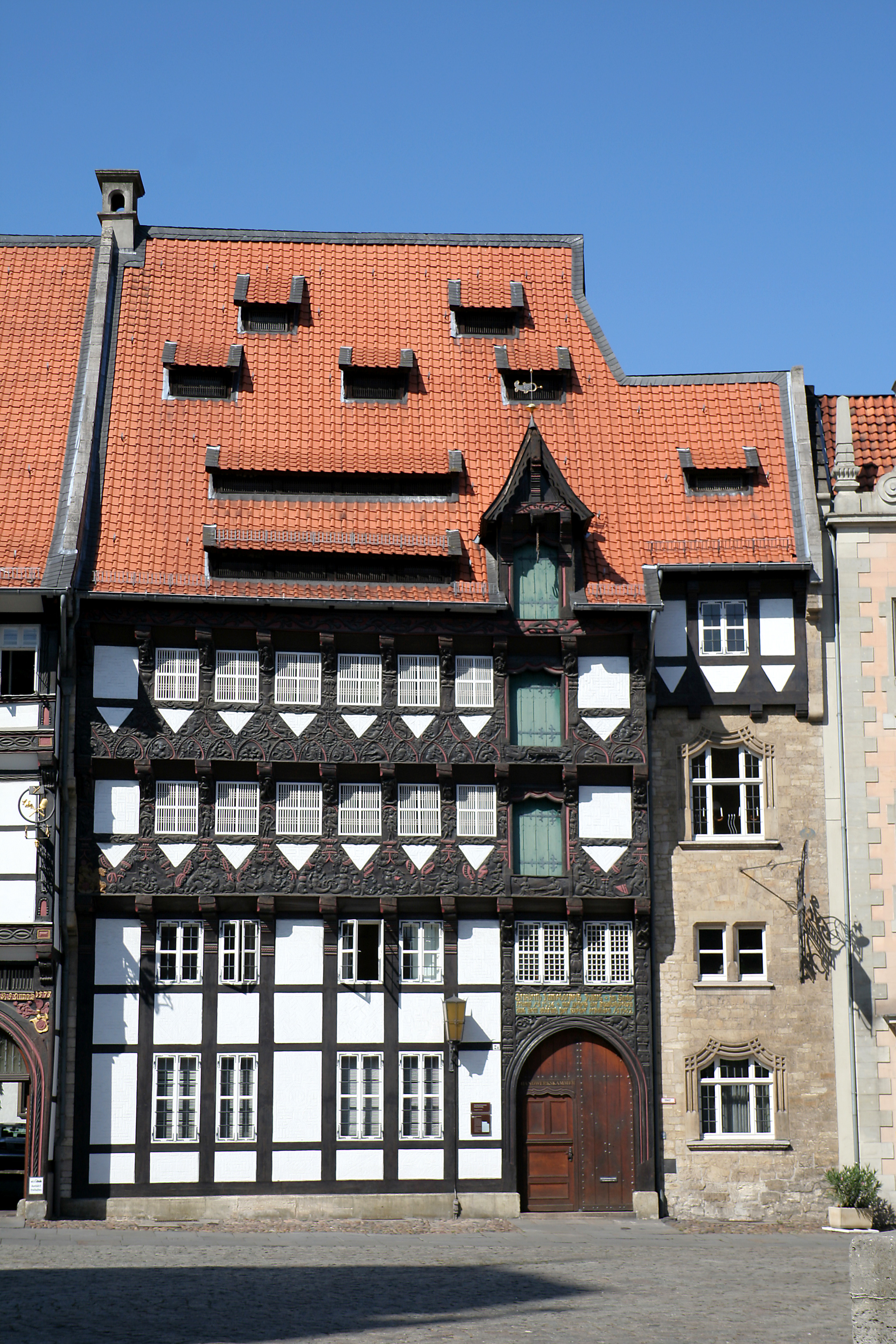
Das Huneborstelsche Haus an seinem heutigen Standort am Burgplatz in Braunschweig.

Das Huneborstelsche Haus, das heutige Gildehaus, ist ein Fachwerkhaus aus dem Jahre 1524 am Burgplatz in Braunschweig. Charakteristisch ist sein reich gestalteter Figurenfries des Braunschweiger Holzbildhauers Simon Stappen. 
Der Braunschweiger Gelehrte Carl Schiller bezeichnete das Haus in der Mitte des 19. Jahrhunderts als „den reichsten Holzbau der Stadt“. In den letzten hundert Jahren gab es nicht eine größere Veröffentlichung über Fachwerkbauten deutscher Städte, in der nicht das Huneborstelsche Haus eine herausragende Würdigung gefunden hätte.

## Geschichte

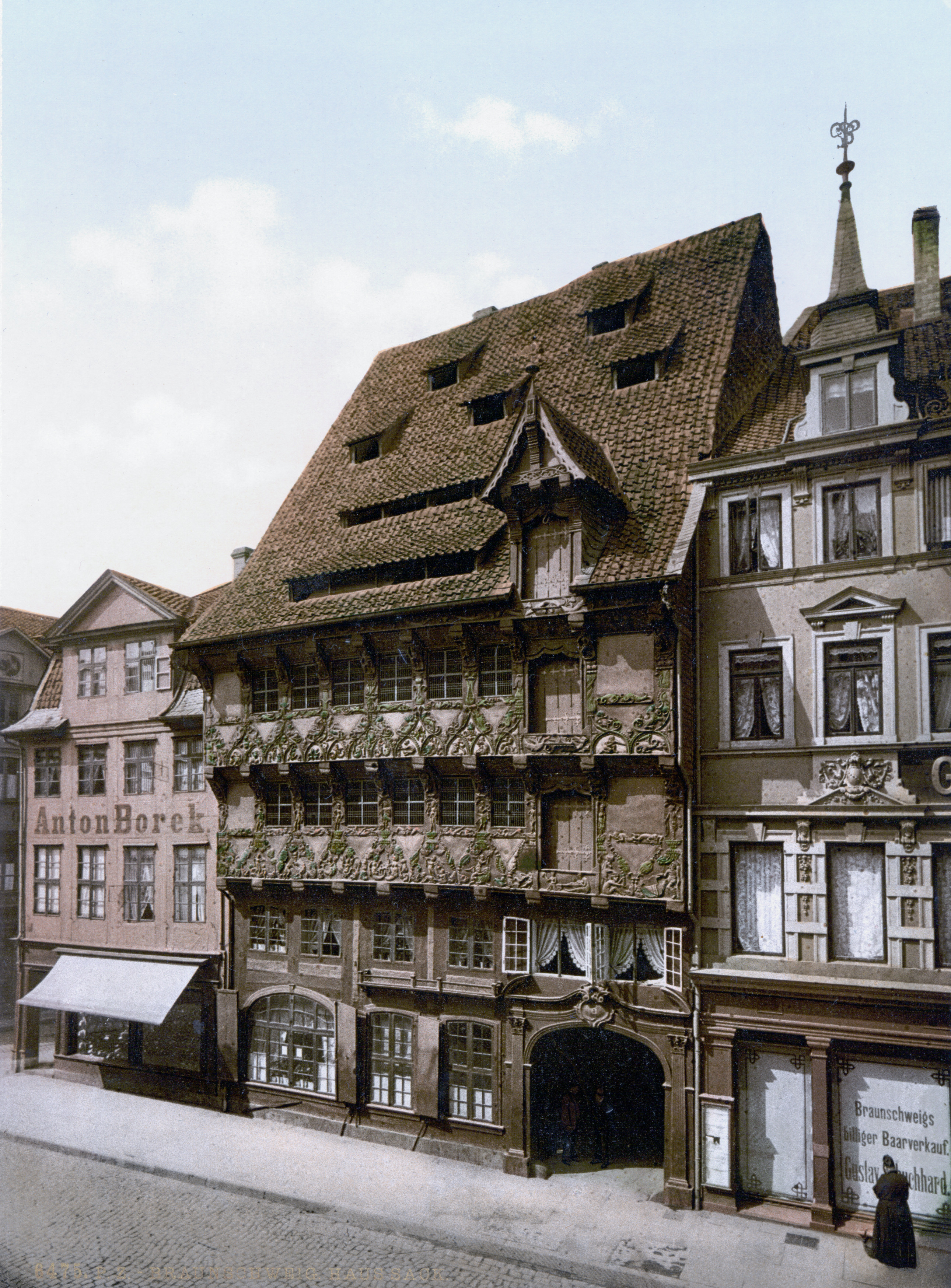
Das Huneborstelsche Haus um 1900 an seinem ursprünglichen Standort

Im Jahre 1524 ließ der Braunschweiger Friedrich Huneborstel, Kramer, Ratsherr, Gerichtsherr und Kämmerer im historischen Weichbild Sack dieses Haus errichten. Bereits drei Jahre zuvor hatte er für den Braunschweiger Dom einen dem Hl. Erasmus geweihten Altar gestiftet. 
Durch die Jahrhunderte blieb das Haus weitestgehend erhalten, nur im 18. Jahrhundert – und da auch nur geringfügig – wurde es im unteren Teil der Fassade umgebaut. Die damals wohlmeinend vorgenommenen Restaurierungen und Verschönerungen bedeuteten keinen Eingriff. 
Durch die Modernisierungen in der Innenstadt Braunschweigs war das Haus alsbald von historistischen Bauten umgeben und nahm in der Straße Sack bald den Charakter eines Fremdkörpers an. Die Stadt konnte einen Abbruch Anfang des 20. Jahrhunderts nicht verhindern, kaufte jedoch die alten baulichen Fassadenteile der beiden Speichergeschosse und die ganze Dachstuhlkonstruktion. Diese Teile wurden unter der Leitung des Stadtbaurates Ludwig Winter einem Neubau, dem Gildehaus am Burgplatz, vorgeblendet und aufgesetzt. Die Balken des Erdgeschosses wurden, da historische Substanz infolge Umbaus fehlte, andern Fachwerkhäusern in Braunschweig nachempfunden.
Damit war das Gebäude ein erstes Mal gerettet und die Neugestaltung des Burgplatzes nunmehr abgeschlossen. Hier entstand das, was man erst ein halbes Jahrhundert später „Traditionsinsel“ nennen sollte.
1944, als bereits Schäden infolge Bombardierung sowohl am Huneborstelschen Haus sowie der Umgebung des Burgplatzes eingetreten waren, wurde die Fassade wiederum abgenommen und in die Domäne Hessen am Großen Fallstein ausgelagert. Erst 1955 kehrte die Fassade aus der DDR nach Braunschweig zurück. Acht Knaggen fehlten, sie wurden nach fotografischen Aufnahmen nachgeschnitzt.
Damit ist mit dem Huneborstelschen Haus nach dem Untergang Braunschweigs als der größten Fachwerkstadt Norddeutschlands eine ihrer wertvollsten Fachwerkfassaden erhalten geblieben.

## Die Fassade
Die Fassade besteht aus reich geschnitzten Figurenfriesen und Knaggen aus der Werkstatt von Simon Stappen. Thematisch behandeln die Darstellungen Allegorien auf Götter der hellenistischen Mythologie sowie auf Tierkreiszeichen. Die Friese weisen eine große Ähnlichkeit zu der vom selben Baumeister geschaffenen Fassade des „Brusttuches“ in Goslar.

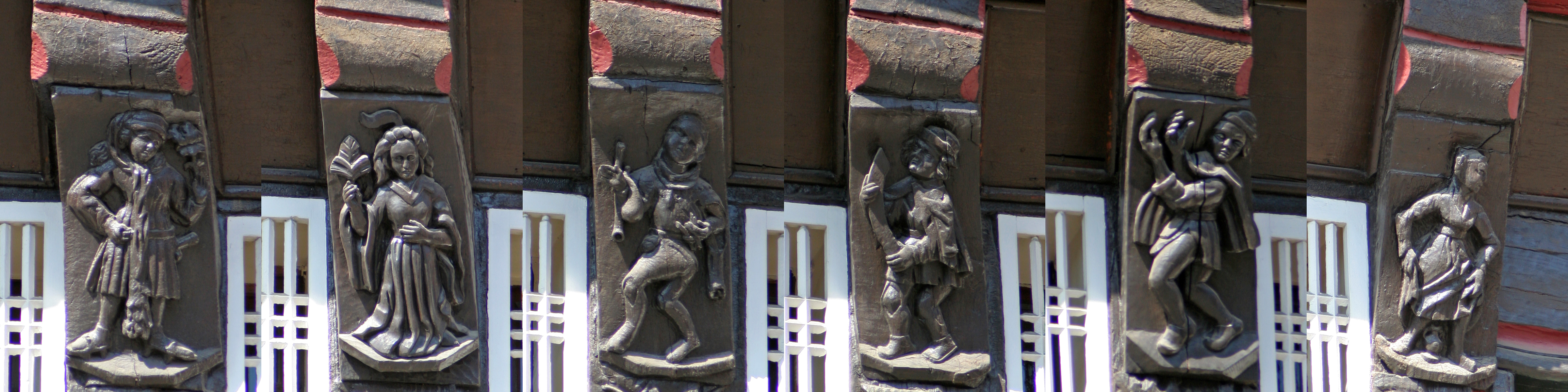
Details der Fassade

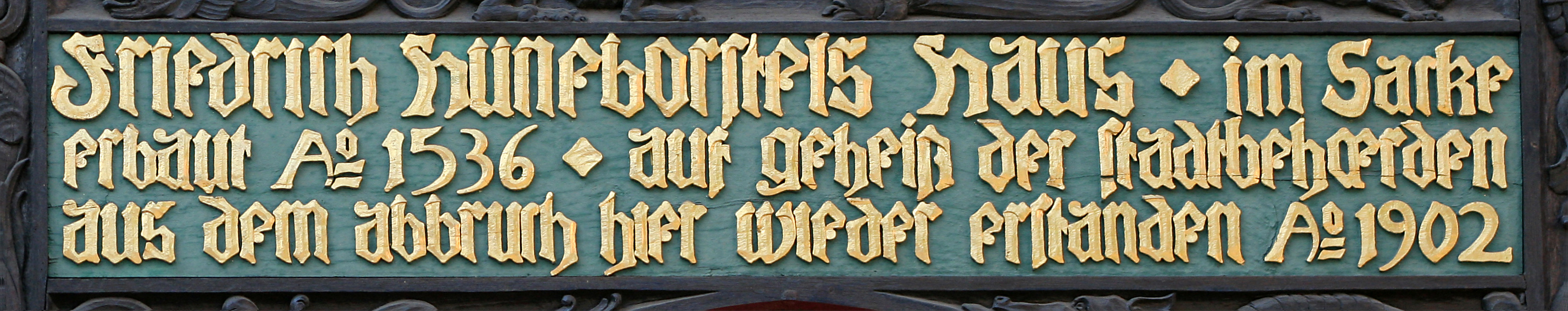
Friedrich Huneborstels Haus – im Sacke erbaut A[nn]o 1536 – auf geheiß der stadtbehoerden aus dem abbruch hier wieder erstanden A[nn]o 1902

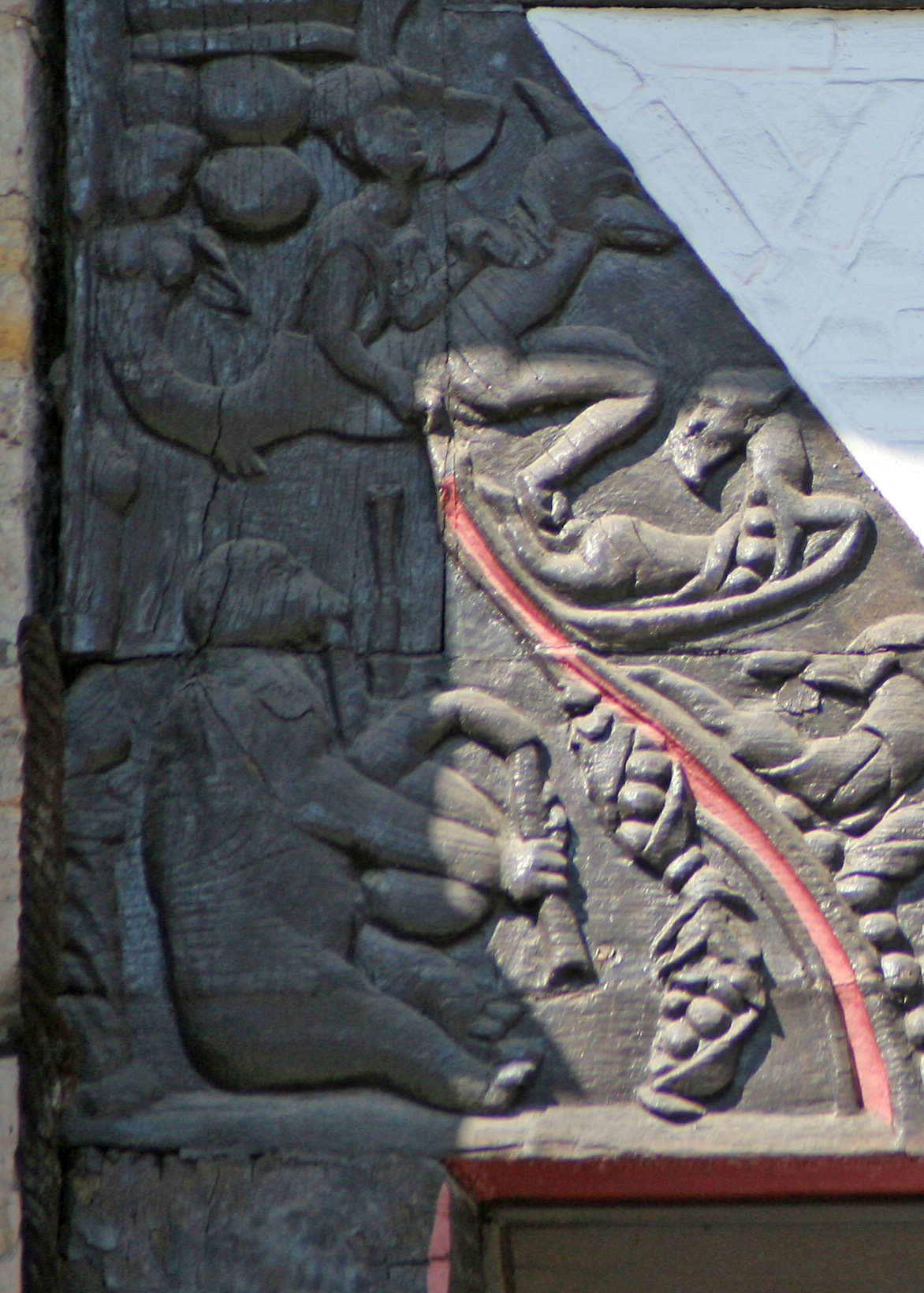
Dudelsackspielender Affe

An der Fassade wurde, kaum zu sehen, eine alte Inschrift wiederentdeckt:
Ick ape
sta vu gape
de wyle ick maeth staen
machstu wyder ghaen
(Ich Affe
steh und gaffe
derweil ich muss stehn
kannst Du weitergehn)
Die Inschrift nimmt Bezug auf den dudelsackspielenden Affen am ersten Ständer links oben, mutmaßlich eine heitere Selbstironie des damaligen Erbauers.